# Čemše
Čemše este o localitate din comuna Mirna Peč, Slovenia, cu o populație de 44 de locuitori.